# Nedakonický les
Nedakonický les este o arie protejată (arie specială de conservare — SAC, sit de importanță comunitară — SCI) din Republica Cehă întinsă pe o suprafață de 1.524,79 ha, integral pe uscat.

## Localizare
Centrul sitului Nedakonický les este situat la coordonatele 49°01′38″N 17°24′12″E / 49.027222°N 17.403333°E.

## Înființare
Situl Nedakonický les a fost declarat sit de importanță comunitară în aprilie 2005 pentru a proteja 1 specie de animale. Situl a fost protejat și ca arie specială de conservare în aprilie 2017.

## Biodiversitate
Situată în ecoregiunea panonică, aria protejată conține 1 habitat natural: Păduri mixte riverane de Quercus robur, Ulmus laevis și Ulmus minor, Fraxinus excelsior sau Fraxinus angustifolia, de-a lungul marilor râuri (Ulmenion minoris).
La baza desemnării sitului se află o specie protejată de  pești: boarță (Rhodeus amarus).